# Blizzard North
Blizzard North var San Franciscodivisionen av Blizzard Entertainment och grundades år 1993. Studion låg från början i Redwood City, Kalifornien men flyttade sedan till San Mateo.

## Företagshistoria
Blizzard North var från början ett självständigt företag. Det grundades 1993 under namnet Condor av Max Schaefer, Erich Shaefer och David Brevik. År 1996 letade de efter ett förlag som ville publicera deras kommande spel, Diablo. Blizzard blev intresserade och under utvecklingsprocessen köpte de upp Condor och döpte om företaget till Blizzard North. Diablo visade sig bli en stor succé och dess uppföljare Diablo II som släpptes år 2000 blev en ännu större succé. Året därpå släpptes en expansion, Lord of Destruction.
I juni 2003 var två nya spel under utveckling. Men den 30 juni 2003 lämnade flertalet nyckelpersoner Blizzard North för att starta de nya företagen Flagship Studios och Castaway Entertainment. Totalt lämnade ungefär 30 anställda företaget.
Avhoppen berodde dels på en konflikt med Blizzard Entertainments ägare Vivendi och dels på att de anställda ville påbörja något nytt. Effekten av avhoppen blev att ett av de två spelen Blizzard North höll på att utveckla skulle läggas ned. Blizzard Entertainment har sedan dess sagt att det var "a Blizzard North kind of game."
Den 1 augusti 2005 offentliggjorde Blizzard Entertainment att Blizzard North skulle läggas ned. En av huvudorsakerna var Blizzard Norths undermåliga arbete med vad som skulle bli Diablo III som inte mötte kraven som ställts av Vivendi. Tidigare Blizzardanställda, däribland Joseph Lawrence, Wyatt Cheng och Matt Uelmen fanns med i eftertexterna i Blizzards närmast efterföljande spel World of Warcraft: The Burning Crusade. Verk av den tidigare Blizzardanställde konstnären Phroilan Gardner inkluderades också i de utgåvor av World of Warcraft: The Trading Card Game som gavs ut vid den tiden.
Några anställda från Diabloteamet, däribland Eric Sexton, Michio Okamura och Steven Woo, startade ett nytt företag vid namn Hyboreal Games.

## Ludografi

### Som Condor
- NFL Quarterback Club '95 (1994) - Endast Game Boyversionen
- Justice League Task Force (1995)
- NFL Quarterback Club '96 (1995) - Endast Game Boyversionen

### Som Blizzard North
- Diablo (1996)
- Diablo II (2000)
- Diablo II: Lord of Destruction (2001) - Expansionspaket